# Toyota TF101
A Toyota TF101 egy sosem versenyzett Formula–1-es autó, amelyet kizárólag tesztelési céllal épített a sportágba 2002-ben belépő Toyota. A kasztnit Jean-Claude Martens tervezte, pilótái pedig a csapat leendő két versenyzője, Allan McNish és Mika Salo voltak. Ez volt az 1960-as évek óta az első autó, amely Esso üzemanyagot használt.
A fejlesztést a Toyota kölni gyárában kezdték meg, és 19 hónap alatt végeztek vele. A cél a Toyota 2002-es bemutatkozásának elősegítése volt. Salo és McNish is intenzív tesztprogramba kezdtek, közel 3000 kört teljesítettek, majdnem 23 ezer kilométert levezetve tizenegy különböző versenypályán világszerte.
Fejlesztése közben érkezett a csapathoz Gustav Brunner tervező, akinek a segítségével készült el ebből a tesztautóból a TF102-es.
Nem volt egy tökéletes autó, nehezen kezelhető volt és túlsúlyos, Mika Salo egy interjúban "egy rakás szarnak" nevezte.